# Cathédrale Saint-Martin d'Eisenstadt
La cathédrale Saint-Martin d’Eisenstadt est une cathédrale catholique située à Eisenstadt, dans le land du Burgenland, en Autriche. 

## Description
L’église actuelle date de 1460 et se trouve à l’emplacement d’une précédente église du XIIIe siècle, qui avait elle-même remplacée une chapelle romane antérieure. L’édifice est achevé en 1522, mais est en grande partie détruit par un incendie en 1589 et abandonné pendant les décennies qui suivent.
Reconstruite entre 1610 et 1629, l’église, qui était jusqu’alors une simple église paroissiale, est élevée au rang de cathédrale après la création du diocèse d’Eisenstadt en 1960.